# Satō Hachirō

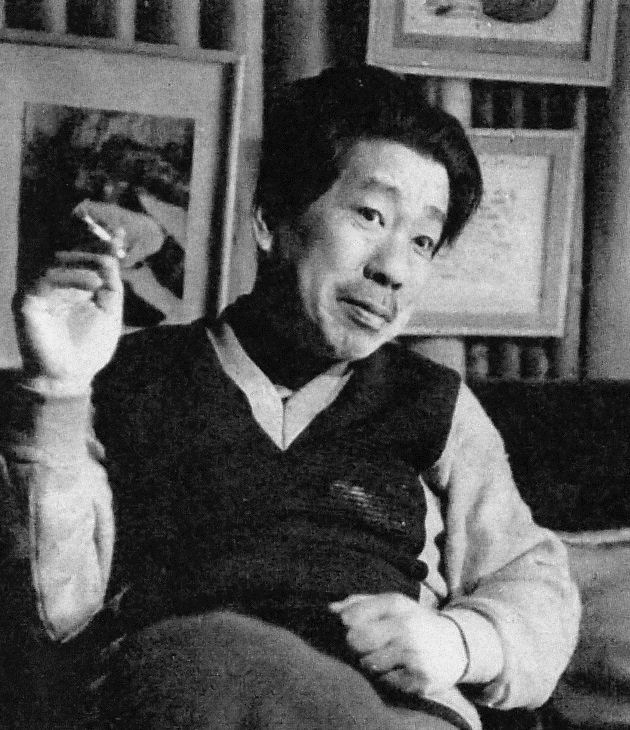
Satō Hachirō

Satō Hachirō (japanisch サトウ ハチロー, eigentlich 佐藤 八郎; geboren 23. Mai 1903 in Tokio; gestorben 11. November 1973 ebenda) war ein japanischer Schriftsteller.

## Leben und Wirken
Satō Hachirō war der älteste Sohn des Schriftstellers Satō Kōroku und Halbbruder der Schriftstellerin Satō Aiko. Er besuchte die „Rikkyō Junior High School“ (立教中学校), verließ die Schule jedoch ohne Abschluss. Fukushi Kōjirō und Saijō Yaso unterstützten ihn dann beim Schreiben. 1926 veröffentlichte er seine erste Gedichtsammlung „Tsumeiro no Ame“ (爪色の雨) – „Fingernagelfarbiger Regen“. Bis zum Ende des Zweiten Weltkriegs als Humorist und Volkslieddichter tätig.
Nach dem Krieg widmete Satō sich Kindergedichten, die er in den Kinderzeitschriften „Akatombo“ (赤とんぼ) – „Rote Libelle“ und „Shōnen shōjo“ (少年少女) – „Jungen und Mädchen“ veröffentlichte. Er publizierte 1953 „Shikarare bōzu“ (叱られ坊主) – „Der ausgeschimpfte Knabe“ (1953) und „Ki nobori kozō“ (木のぼり小僧) – „Der kleine Mönch, der auf einen Baum stieg“（1954）.

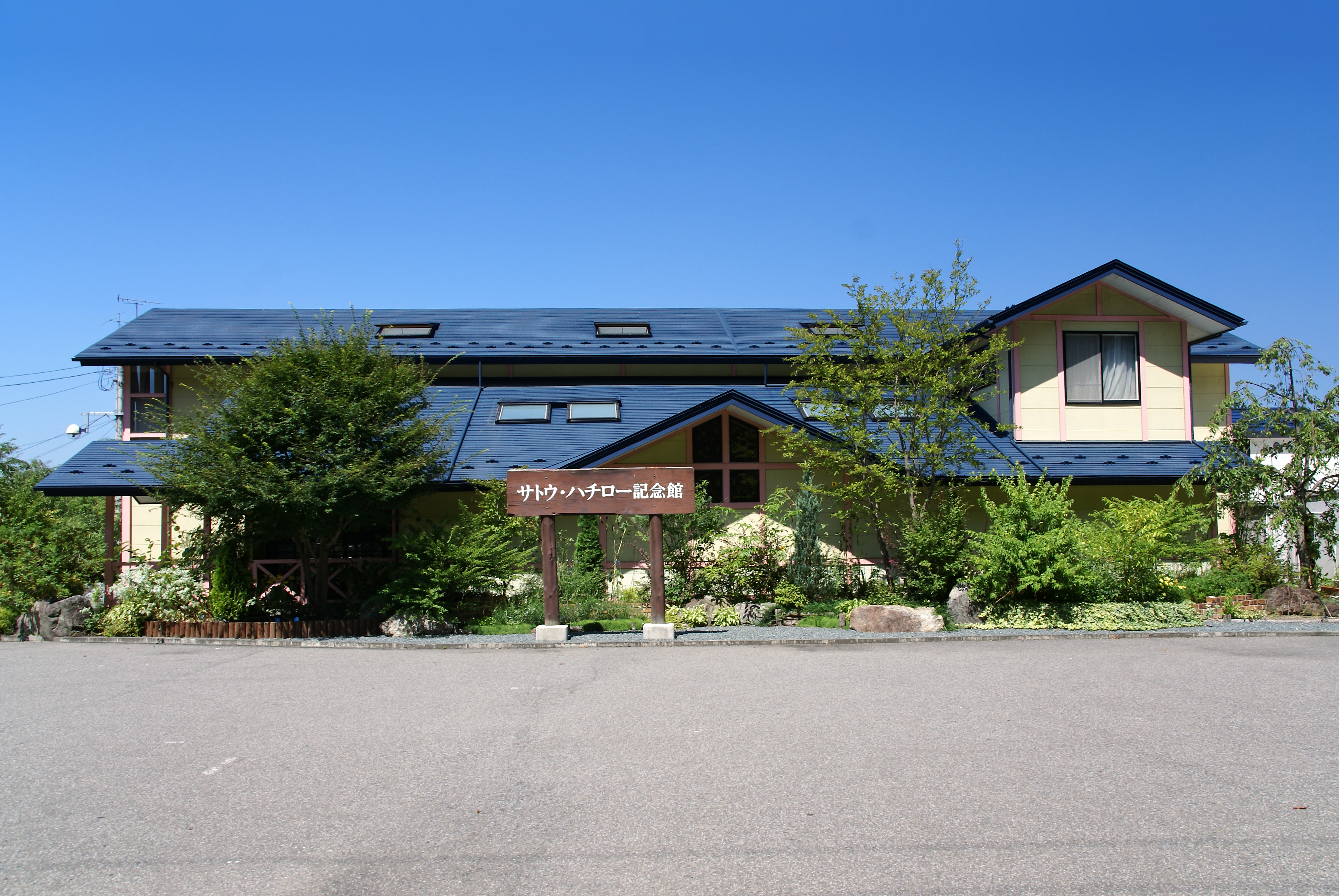
„Satō Hachirō Memorial Museum“

Satō schrieb den Texte für „Ringo no Uta“ (リンゴの唄) – „Das Lied vom Apfelbaum“, „Chiisai aki mitsuketa“ (小さい秋見つけた) –　„Ich fand einen kleinen Herbst“, das Yoshinao Nakada 1955 vertonte, und wurde durch das TV-Titelgedicht „Okāsan“ (おかあさん) – „Mutter“ bei vielen Menschen bekannt. Er wurde mit dem Kunstförderpreis (芸術選奨) des Kultusministers ausgezeichnet und erhielt die staatliche Ehrenmedaille mit lila Schleife.
Satō gründete eine „Mokuyō-kai“ (木曜会), um Anfänger auszubilden, und veröffentlichte „Mokuyo Techō“ (木曜手帖) – „Notizen zu Mokuyō“. Bereits 1944 hatte er die „Japan Nursery Rhyme Association“ (日本童謡協会, Nihon dōyō kyōkai) gegründet, deren Vorsitz er übernahm. 1946 wurde er Vorsitzender des „Nihon ongaku chosakuken kyōkai“ (日本音楽著作権協会) – des „Musikurheberrechtsverband Japans“. 1973 erhielt er den Orden des Heiligen Schatzes dritter Klasse.
Nach Satōs Tod wurde das „Satō Hachirō Memorial Museum“ im Bezirk Bunkyo von Tokio eingerichtet, aber 1996 nach Kitakami (Präfektur Iwate) verlegt.